# Dorfkirche Umpferstedt

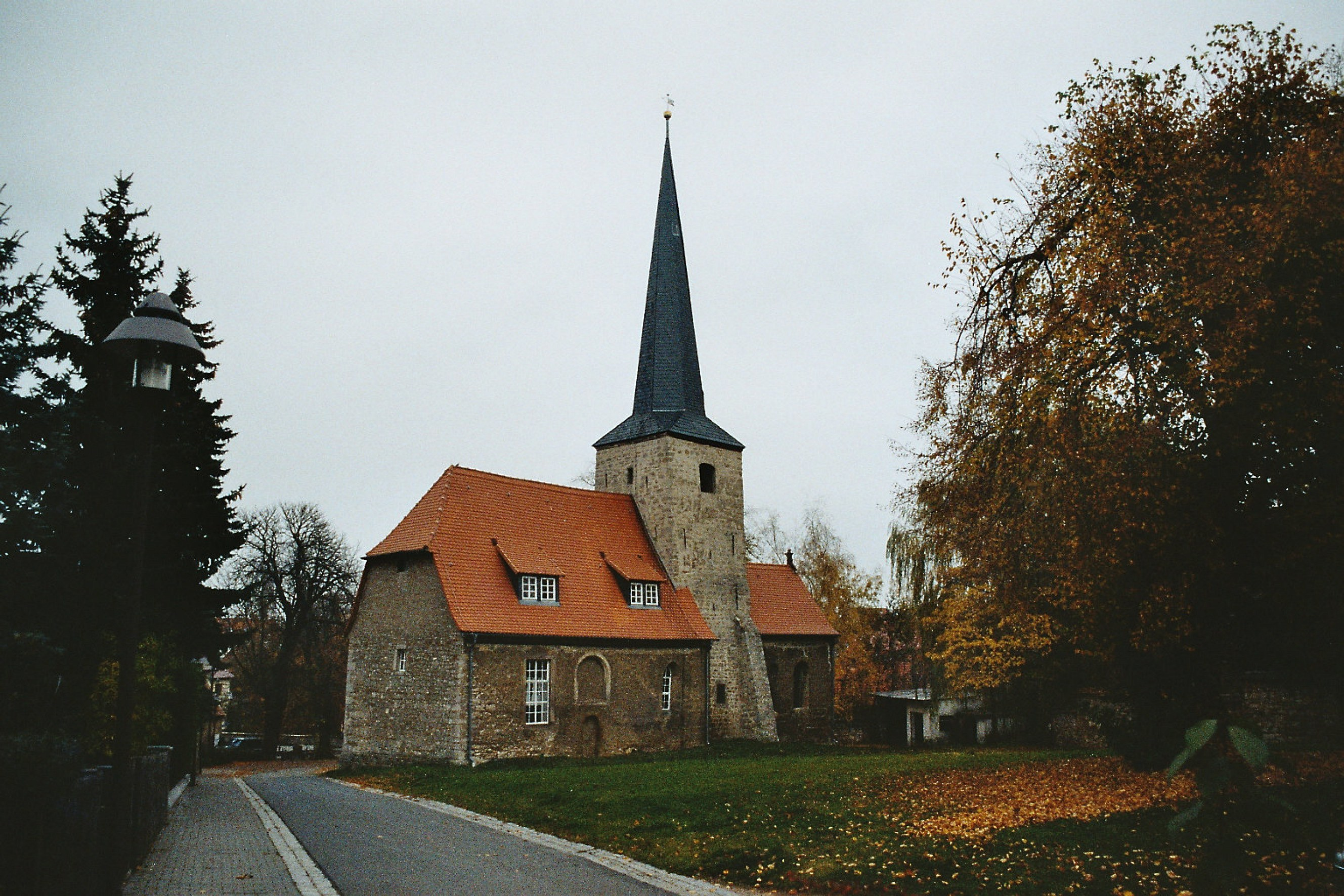
Kirche in Umpferstedt

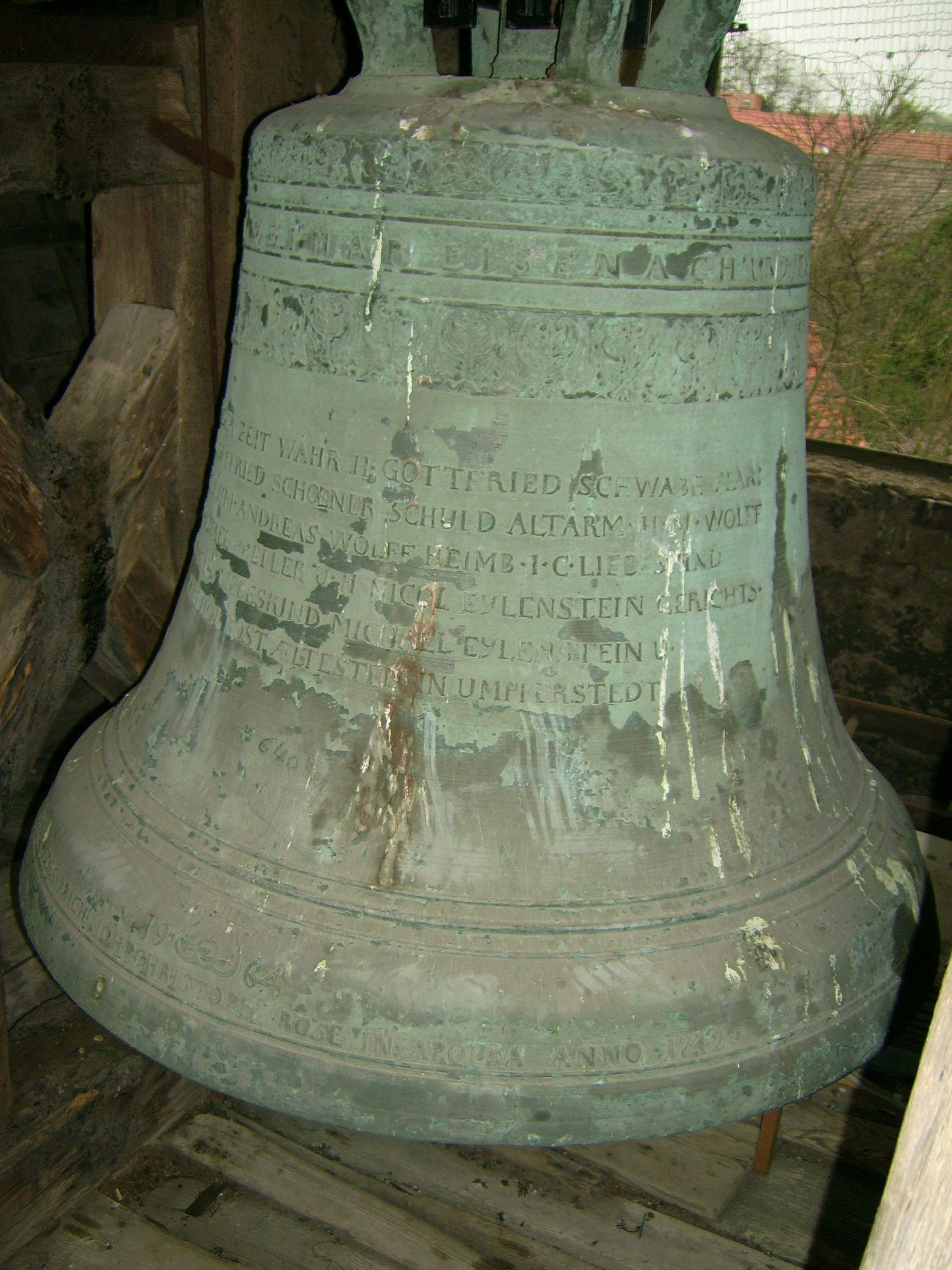
Roseglocke in Umpferstedt

Die evangelische Dorfkirche Umpferstedt befindet sich in der Gemeinde Umpferstedt im Landkreis Weimarer Land in Thüringen. Sie gehört zum Kirchspiel Mellingen-Umpferstedt im Kirchenkreis Weimar der Evangelischen Kirche in Mitteldeutschland.

## Lage
Die Kirche steht mitten im Ort. Das Gelände ist ein mit Linden bestandener Platz.

## Bauwerk
Die Substanz der romanischen Kirche – ursprünglich eine frühe Chorturmkirche – ist weitgehend erhalten. Das Langhaus erhielt seine Grundform im 16. Jahrhundert. Seine Fenster und Türen sind aus verschiedenen Zeiten. Die Jahreszahl 1592 steht über der Eingangstür. Der Chor hat eine flache Ostwand und drei sehr schmale frühgotische Fenster. Den Giebelabschluss bekrönt ein Steinkreuz.
Der markante Kirchturm ist ein Wahrzeichen der Gemeinde. Im Obergeschoss sind die doppelten Schallöffnungen erhalten. Über dem Geschoss der Kirche erhebt sich der beim Umbau im 16. Jahrhundert aufgesetzte gotische Spitzhelm.

## Innenausstattung
Auf dem Steinaltar steht ein barockes Altarkreuz mit gotischem Korpus. Ein wertvoller Flügelaltar, vermutlich am Ende des 15. Jahrhunderts vom Meister des Großrudestedter Altars geschnitzt, stellt die heilige Anna in den Mittelpunkt. Von einem Kanzelaltar aus dem 19. Jahrhundert ist noch der Korb erhalten und am südlichen Triumphbogenpfeiler angebracht. Der Taufstein stammt aus spätmittelalterlicher Zeit.
Die Orgel wurde von Marcus Kaul & Michael Raithelhuber unter Verwendung einiger Register der Vorgängerorgel 1997/99 eingebaut. Die Orgelweihe fand am 26. Juni 1999 statt.
Die Glocke von Johann Christoph Rose hängt seit 1742 im Turm. Sie wurde nach beschädigter Rückkunft vom Glockenfriedhof Hamburg 1964 als Replik von Franz Schilling Söhne umgegossen. Die zweite Glocke wurde im Jahr 1931 als Bronzeglocke von Franz Schilling Söhne (Apolda) unter der Nummer Nr. 11924 gegossen. 2010 wurde das Geläut elektrifiziert.

## Kunst
Die Kirche wurde in mehreren Bildern und Skizzen von Lyonel Feiniger abgebildet, während Lyonel Feiniger am Bauhaus arbeitete. Das Ölgemälde Umpferstedt II ist in der Philadelphia Museum of Art ausgestellt.